# دانييل مانسيني
دانييل مانسيني (بالإسبانية: Daniel Mancini) (11 نوفمبر 1996 بسان خوستو في الأرجنتين - ) هو لاعب كرة قدم أرجنتيني في مركز الوسط.

## روابط خارجية
- دانييل مانسيني على موقع الاتحاد الأوربي (الإنجليزية)
- دانييل مانسيني على موقع قاعدة بيانات كرة القدم.إي يو (الإنجليزية)
- دانييل مانسيني على موقع ليكيب (الفرنسية)
- دانييل مانسيني على موقع Soccerway.com (الإنجليزية)